# Tom Lindskey
Tom Lindskey es un deportista estadounidense que compitió en vela en la clase 470. Ganó tres medallas de oro en el Campeonato Mundial de 470 entre los años 1977 y 1980.

## Palmarés internacional
| Campeonato Mundial | Campeonato Mundial    | Campeonato Mundial | Campeonato Mundial |
| Año                | Lugar                 | Medalla            | Clase              |
| ------------------ | --------------------- | ------------------ | ------------------ |
| 1977               | Shizuoka (Japón)      | Medalla de oro     | 470                |
| 1978               | Marstrand (Suecia)    | Medalla de oro     | 470                |
| 1980               | Porto Alegre (Brasil) | Medalla de oro     | 470                |